# Tillmakning

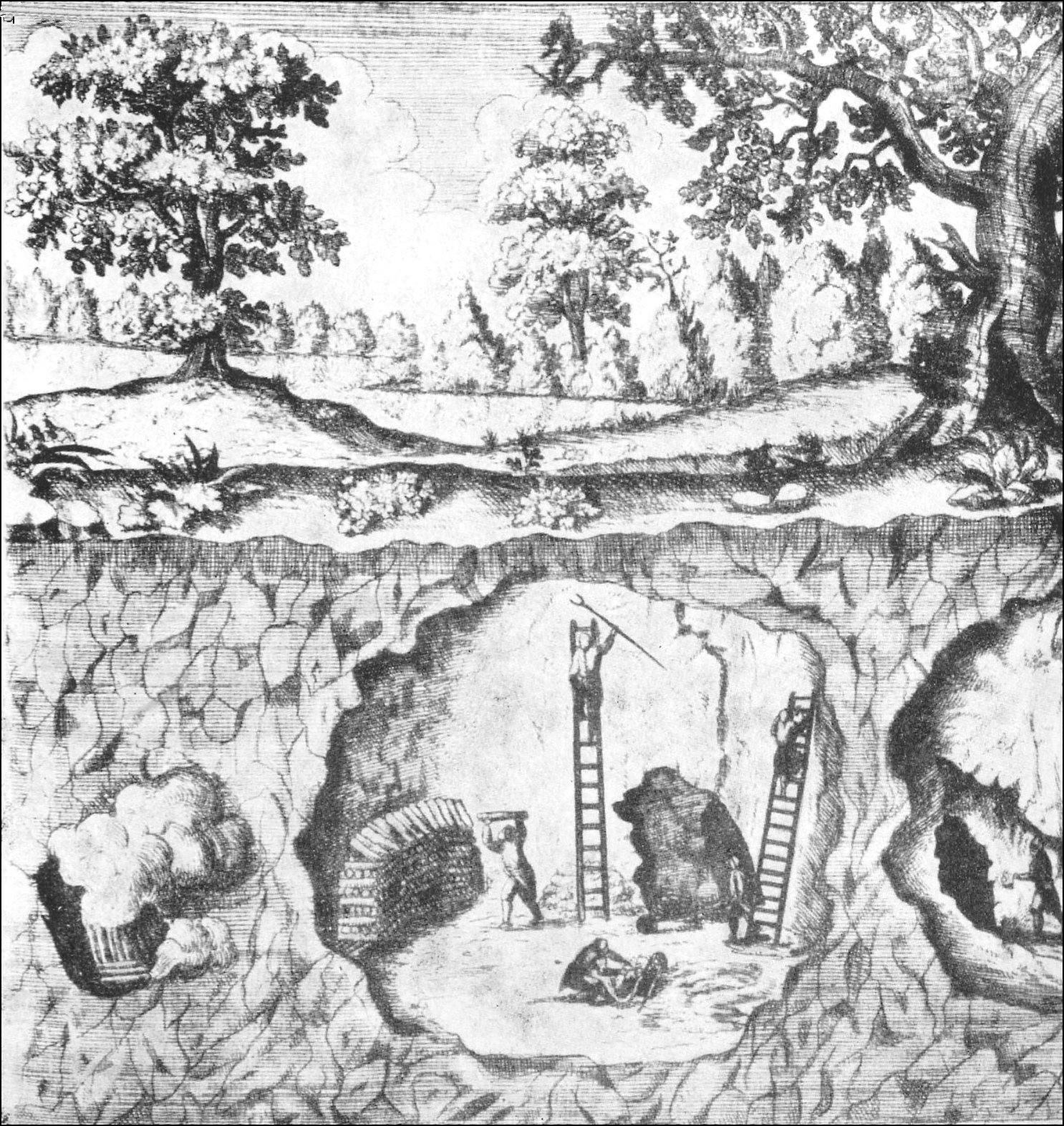
Tillmakning i underjordisk tenngruva (Balthasar Rössler, 1700).

Tillmakning, makning, eldsättning eller bränning är den gamla malmbrytningsmetoden där man hettade upp berget med eld så att det bildades sprickor vilka underlättade brytning av berget med spett och andra verktyg. Lättbrutet berg kunde visserligen ibland brytas direkt med så kallad kallkilning, men annars måste berget påverkas av värme från tillmakningseldar innan brytning var möjlig. Tillmakningsmetoden ger ortens eller bergrummets väggar och tak en karakteristisk mjukt välvd form. Tillmakning är den vanligaste benämningen på denna brytningsteknik, men de andra termerna ovan har också använts. Metoden var länge den förhärskande gruvbrytningstekniken. Från slutet av 1600-talet började krutet komma till användning, men dess introduktion gick inte så fort och tillmakning utfasades inte helt som brytmetod förrän under andra hälften av 1800-talet då nyare, modernare sprängmedel hade tagit över. Det största gruvhålet i Sverige skapat med tillmakningsmetoden finns i Dannemora gruva, utanför Österbybruk i Norduppland[källa behövs]. 

## Historia

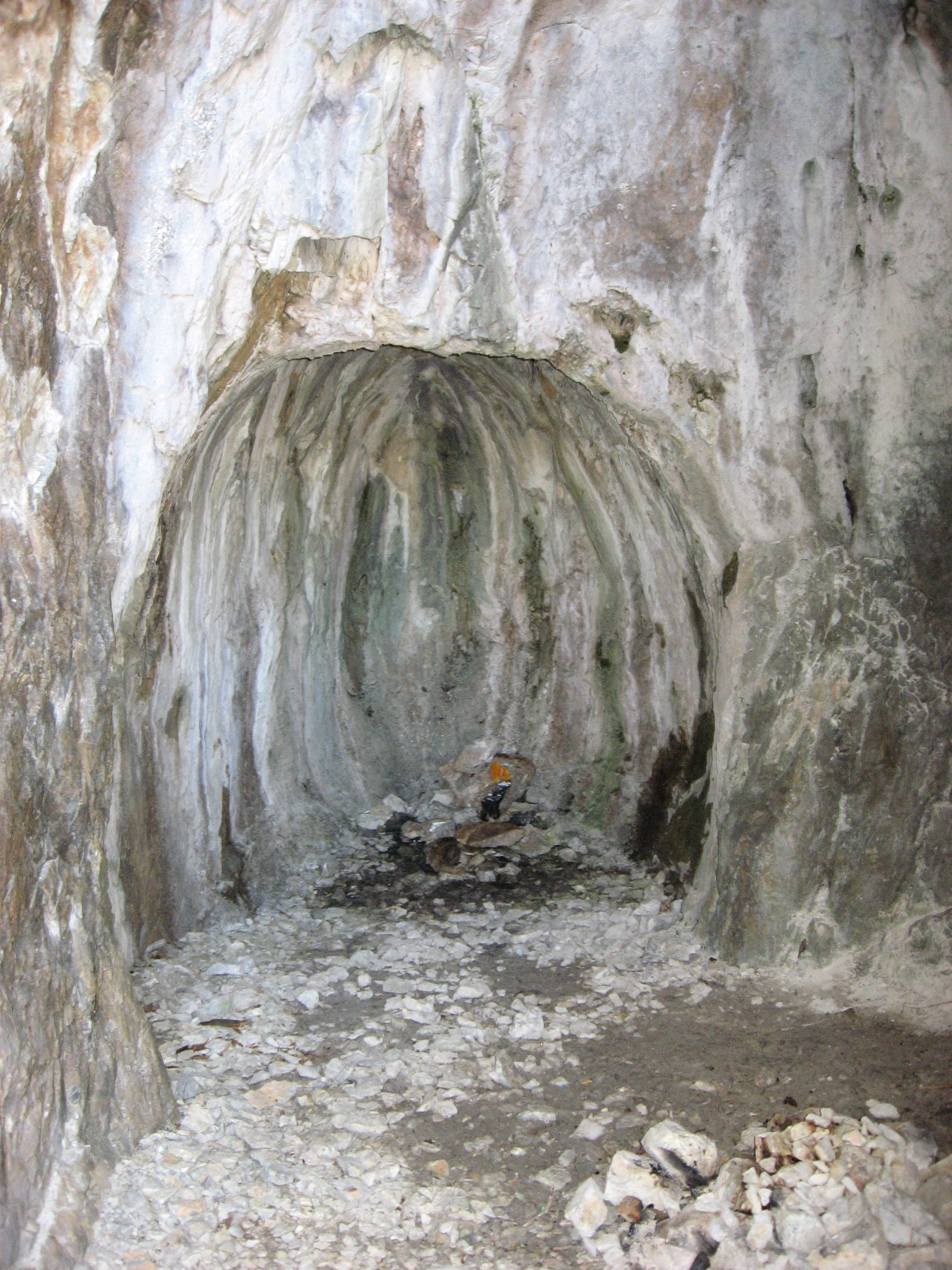
En bronsåldersgruva som brutits med tillmakning.

Tillmakning som brytningsmetod är känd redan från yngre stenålder, där den använts i flintgruvor på de brittiska öarna, i nuvarande Sydfrankrike samt i Sydtyskland. Under bronsåldern har den använts på flera ställen i Europa, liksom i Egypten, Turkiet, Indien och Amerika. Den har också nyttjats på en rad ställen i det romerska riket och blev senare under medeltiden en utbredd och allmänt känd teknik för gruvbrytning, inte minst av särskilt hårt berg. För det medeltida svenska bergsbruket, där bergmalmerna kom att ersätta sjö- och myrmalm, var tillmakningsmetoden en förutsättning. Vid Kopparberget där brytning skett åtminstone sedan tidig medeltid har tillmakning använts vilket framgår av flera medeltida skriftliga källor. Utförligast berörs metoden i 1360 års brytningsordning där det sägs att gruvan ska brytas per ignem et mallos (med eld och hammare). Även om sprängning med krut introducerades i Europa under 1600-talets tidiga decennier, möjligen först i Ungern eller Kurfurstendömet Sachsen, så kom tillmakningen att fortsatt vara den i särklass dominerande brytmetoden under lång tid. I Sverige utgjorde Nasafjäll ett undantag genom att man där redan från gruvbrytningens början år 1635 använde krutsprängning, eftersom det var stora svårigheter att få fram ved på fjället. Ännu på slutet av 1700-talet ansåg dock Sven Rinman att gruvbrytning med välordnad tillmakning kunde göras till halva kostnaden jämfört med krutsprängning.

## Teknik
Vid tillmakning upphettas berget som därigenom blir sprödare och lättare att bryta. Upphettningen antas leda till utvidgning av mineral i berget vilket i sin tur ger upphov till spänningar och ökad bildning av små sprickor. Den kan också medföra fasförändringar hos till exempel kvarts som kan göra berget sprödare. Upphettningen sker med eldar där veden arrangeras så att lågorna helst stryker över det berg man vill bryta, och alltid så att ett starkt drag kan erhållas igenom veden. Att uppnå stark hetta är viktigare för att elden ska få den avsedda effekten, än att elden brinner under längre tid. För att rikta värmen mot berget kunde man täcka den sida som vetter bort från berget med gruvsylta eller stenar. Varje gruva bedrev tillmakningen på sitt eget sätt när det gäller vedlängd, eldarnas utformning och andra detaljer, allt efter de lokala förhållandena som t.ex. vedtillgång och bergrummen och gångarnas utformning. Gemensamt kallades dock arrangemangen av veden för lavar. Man skiljde på reslavar och ligglavar. Den senare användes främst när man bröt nedåt för att åstadkomma en sänkning. Då lade man veden horisontellt, tätt ihop med endast några få vedträn på kors emellan, och formade en liten pyramid (5–6 kvarter hög, cirka 75–90 cm), med en sida mot sänkningens gavel. För att detta skulle fungera behövde man täcka eldens ovansida för att rikta värmen nedåt, samtidigt som man inte fick hindra lufttillträdet till elden. Det kunde till exempel göras med stenhällar. I en reslave restes veden på ända i avsikt att upphetta gruvans väggar och tak. Man ställde veden nära väggen som skulle brytas, flera varv utanför varandra, allt efter hur stor eld man önskade. Med en enkel reslave menades att eldningen skedde i eldar med endast en vedlängd, men det förekom också att man använde en dubbel reslave där man ställt två vedlängder på varandra. När det gäller längden på veden som användes vet man att den vid Kopparberget år 1640 var en aln (ca 60 cm), men vid Sala silvergruva var den i slutet av 1700-talet 11 kvarter (ca. 1,65 m). Vid andra gruvor anger Rinman att veden var 5 kvarter (ca 0,75 m).

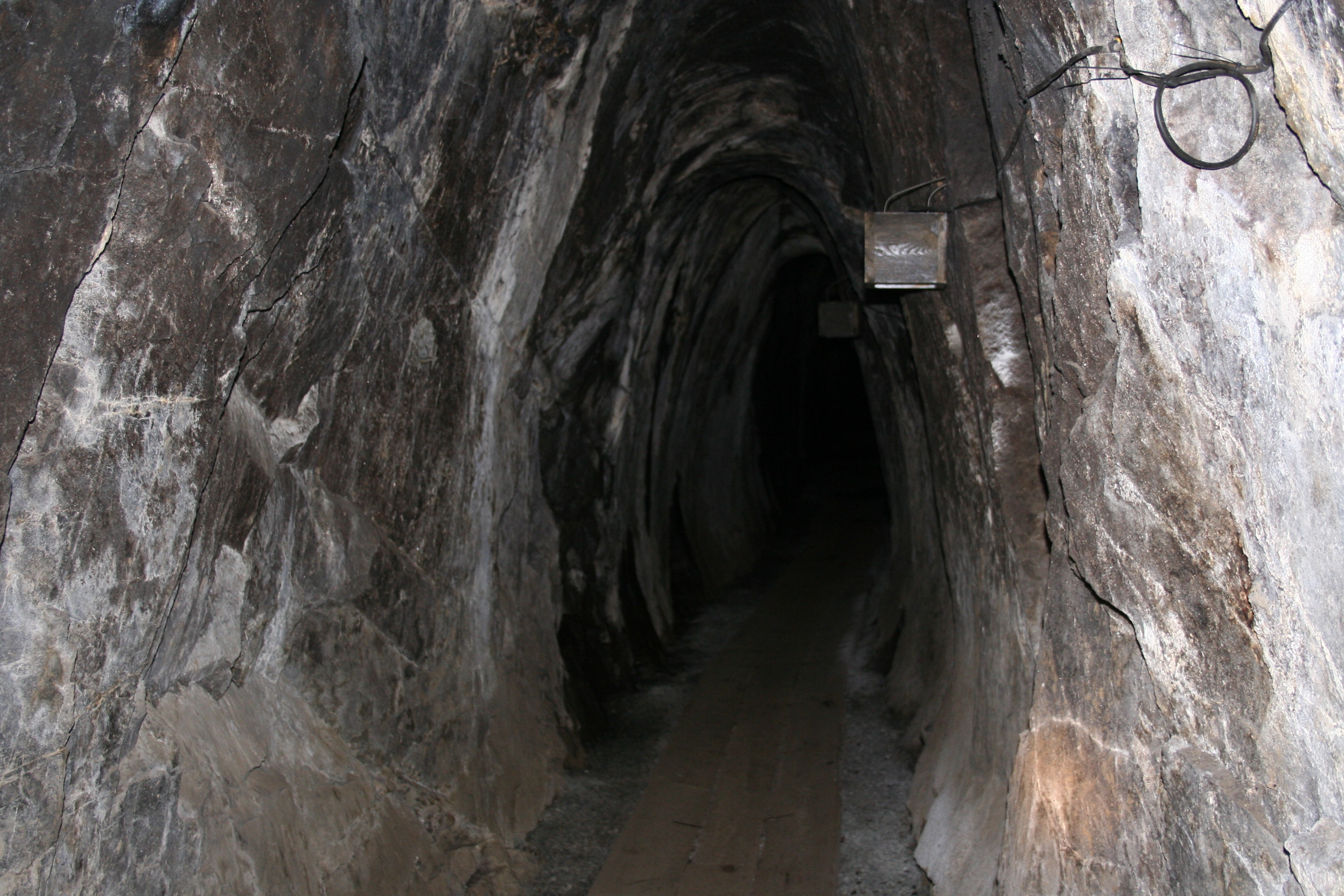
En gruvgång som brutits med hjälp av tillmakning, Blaafarveværket, Norge.

Om man önskade bryta i gruvrummets tak kunde man sätta en reslave ovanpå en stenhög eller annan upphöjning, för att få lågorna att stryka taket så effektivt som möjligt. För att driva schakt uppåt använde man sig av reslavar på särskilda timmerbroar, så kallade bi eller skullar, fästade med så kallade bilock. Det kunde också förkomma att man använde flottar där man reste reslavar för att bryta i vattenfyllda bergrum. Förutom reslavar och ligglavar kunde man också prata om drivlavar som var avsedda att bryta en ort, där man inte önskade någon effekt riktad uppåt, och sänkningslavar (jämför ligglavar ovan) där man avsåg att bryta i botten av ett schakt eller gruvrum. 
Tillmakningsmetodens effektivitet var med moderna referensramar begränsad. Även om omständigheterna var unika för varje gruva eller till och med för olika platser i en gruva, så nämns ofta att man efter en tillmakning kunde räkna med att få loss högst någon decimeter av berget. Som ett exempel kan nämnas att man vid planering av en ort vid Kopparberget år 1677 angav att man räknade med att behöva 32 dygn för att bryta orten en sträcka på en famn (ca 1,78 m). Metoden är än mindre effektiv vid brytning nedåt, där svårigheten är att få eldens värme att riktas nedåt.

## Organisering av arbetet
Tillmakningsmetoden ställde stora krav på ventilationen i gruvorna. Den kallades i gruvorna för väderväxling och ansågs som det största tekniska problemet i gruvorna vid sidan om att bortskaffa det vatten som trängde in. Om röken från eldningen inte kunde vädras ut så påverkade det fortsatt arbete i gruvan. Den var ofta obehaglig och kallades till exempel på Kongsberg för stank men den var också giftig med sitt innehåll av koldioxid, kolmonoxid, nitrösa gaser och arsenikhaltiga gaser. Hur väl ventilationen fungerade varierade från dag till dag och var i hög grad beroende av växlande väderförhållanden. Vintervädret var gynnsamt för ventilationen medan sommarvädret, särskilt när det var rå fuktighet eller regn, lätt gav problem. Vid Kongsberg måste brytningen av och till avbrytas under sommaren. Även vid Kopparberget utgjorde väderväxlingen stundtals ett problem, särskilt när gruvans djup ökade. 1680 beskrivs förhållandena i en ort där man inte vågade sig in förrän efter 2-3 dygn efter att man tänt. På sommaren kunde man till och med behöva vänta upp till 8 dygn.
Användandet av tillmakningsmetoden medförde att arbetet i gruvorna med nödvändighet måste schemaläggas noga. Det var inte enbart på grund av behovet av väderväxling men behovet av att vädra ut röken var en tungt vägande faktor. Hur denna schemaläggning såg ut kunde variera från gruva till gruva på grund av lokala omständigheter och behov, men kunde också förändras över tid. Eftersom tillmakning som metod användes över mycket lång tid, förändras gruvorna både med avseende på djup och annan teknisk utveckling. Schemaläggningen av arbetet syftade till att olika arbetsmoment som utfördes av olika arbetslag inte skulle hindra arbetet för andra lag, och att man skulle så långt möjligt undvika stillestånd i brytningen. Även om avsteg ibland gjordes från det i reglerna föreskrivna schemat av olika skäl, så såg man särskilt allvarligt på den som tände sin eld innan andra lag i andra gruvrum var färdiga att tända. Brott mot detta kunde ge dryga böter för gruvarbetarna. Ett exempel ges här nedan från Kopparberget, men liknande scheman tillämpades även vid andra gruvor och finns t.ex. beskrivet för Sala silvergruva.

### Tillmakning vid Kopparberget
Vid mitten på 1600-talet föreskrevs det vid Kopparberget att ingen ved fick sättas upp i gruvrummen före kl.14. Detta ansågs viktigt eftersom arbetslaget som bröt efter föregående eldning måste få tid att avsluta sitt arbete. Veden som skulle användas till eldarna kastades ned i gruvan genom de olika schakten mellan klockan 10–16, för att sedan fördelas ut till de olika brytningsplatserna. Alla eldar skulle sedan tändas vid samma tid vilket var kl.18. När eldarna tänts blev det ganska snabbt outhärdligt att vistas i gruvan och gruvan tömdes därför snabbt på arbetare. Eldarna fick brinna i 6–7 timmar. Efter midnatt gick arbetarna åter ned i gruvan. I regel släckte man eventuell kvarvarande eld med vatten ur befintliga vattenpölar och liknande, varvid gruvarbetarna fick trycka sig mot marken för att undgå den heta ångan. Däremot hällde man inte vatten på den bergvägg som man eldat mot. Brytningen påbörjades sedan vid 2-tiden och pågick till klockan 7 då man avbröt arbetet för en och en halv timmes frukostrast. Brytningen fortsatte sedan för att avslutas i god tid innan nästa tillmakning skulle göras.
När gruvan blev djupare skärptes kraven på organisation. Fortfarande i slutet på 1600-talet fanns inga regler om att man fick tillmaka endast vissa dygn. Det blev dock nödvändigt under 1700-talet. Då infördes något man kallade för osdygn. Detta innebar på 1720-talet att man i de djupare delarna av gruvan begränsade tillmakningen till onsdagar och lördagar. Eldarna tändes då mellan klockan 16–18 och nästföljande dag, torsdag eller söndag blev då osdygn då eldarna fick brinna ut. Senast vid klockan 18 gick sedan gruvdrängarna ner för att släcka eventuell kvarvarande eld. Mellan osdygnen var det förbjudet att tända eldar. Detaljreglerna kring detta varierade en del, men osdygnen kvarstod och förlängdes senare till två dygn efter att elden tänts. Omkring 1770 övergick man till att ha enbart ett osdygn i vecka nämligen söndagen. Eftersom krutsprängning då hade börjat bli vanligare och tillmakningen minskat tände man eldar endast på lördagar.

## Användning av vattenavkylning

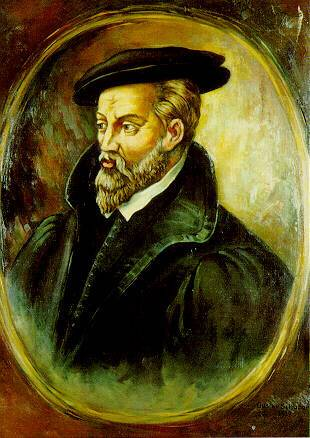
Agricola, författare till De Re Metallica.

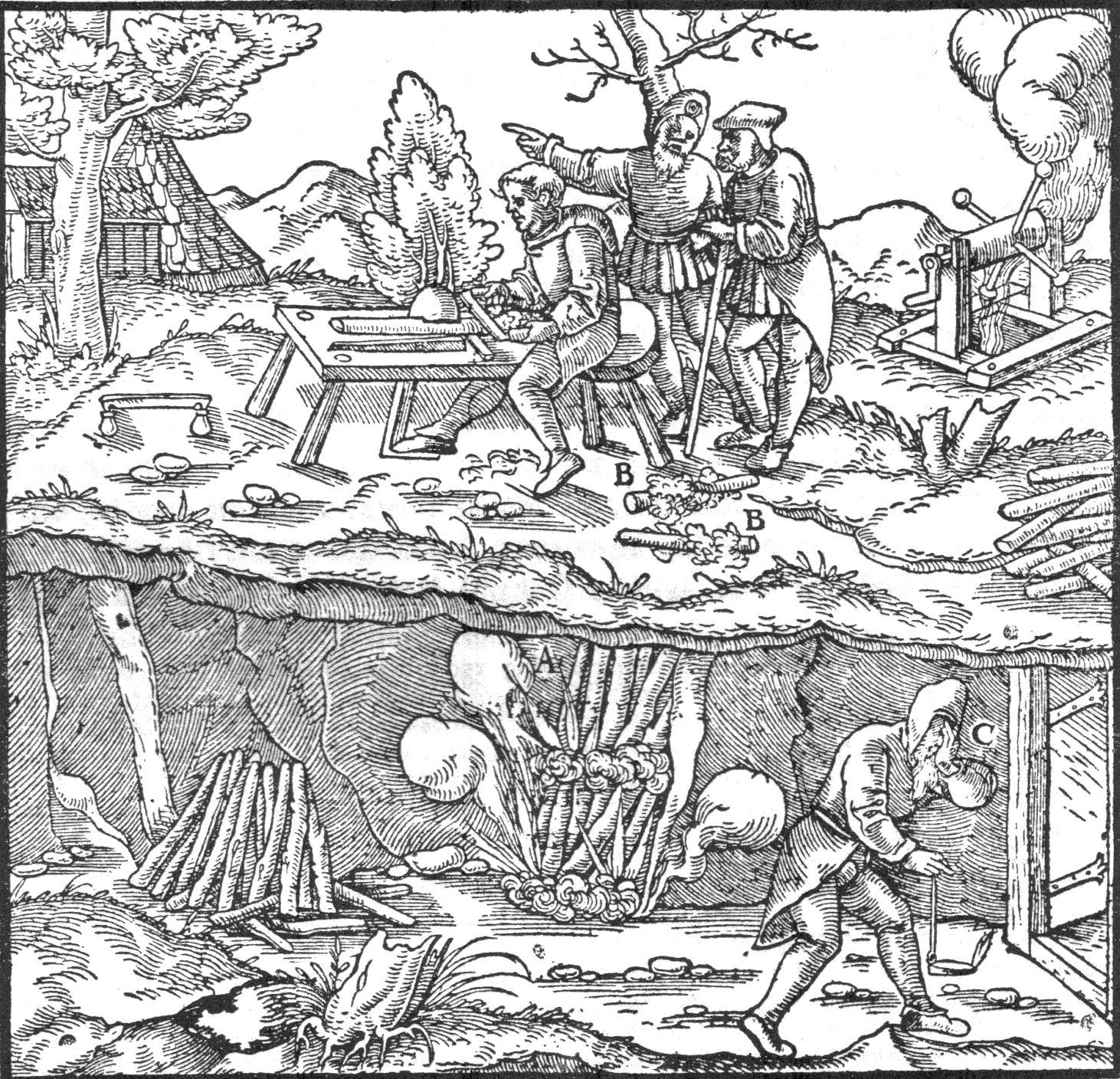
Underjordisk tillmakning. Bild ur De re metallica, 1556.

När det gäller frågan huruvida vatten använts för att hastigt kyla av berget vid tillmakning, så förekommer olika uppgifter i litteraturen. I olika uppslagsverk beskrivs just att metoden innebar att man efter upphettning av berget hastigt avkylde detta genom att hälla på vatten. När det gäller Nationalencyklopedin så uttrycker den sig inte helt konsekvent. I sin beskrivning av tillmakningsmetoden under uppslagsordet Gruvteknik sägs kategoriskt att "Tillmakning innebär att berget hettas upp av eld och spricker sönder efter vattenbegjutning" medan det under uppslagsordet Tillmakning mer uttrycks som en möjlighet "Vid tillmakningen upphettas (och utvidgas) först berget med hjälp av vedbrasor. Genom efterföljande avsvalning – ibland med vattenbegjutning – krymper berget; spänningar uppstår då så att berget spricker". Uppfattningen att vattenbegjutning för att spräcka berget utgjorde en integrerad del av tillmakningsmetoden förs inte bara fram i allmänna uppslagsverk, utan även i viss facklitteratur. Uppgiften nämns dock i dessa källor, liksom i uppslagsverken, mer i förbigående och utan närmare diskussion. 
Djupare studier av frågan om vattnets roll vid tillmakningen har gjorts av Sten Lindroth och Bjørn Ivar Berg. I Lindroths stora arbete om gruvbrytningen vid Kopparberget går han också in på förhållandena under medeltiden vid de mellaneuropeiska gruvorna. Där konstaterar han att vattenbegjutning inte tycks användas som en del av metoden. Bland annat nämns den inte i det omfattande och detaljerade verket De Re Metallica av Georgius Agricola (1494–1555) som behandlar 1500-talets gruvhantering, och där tillmakningsmetoden beskrivs. Lindroth noterar också att den gruvkunnige teologen Johann Mathesius (1504–1565) skriver att de bergsförståndiga inte vill råda till att man avkyler den varma stenen, eftersom den då kallnar och blir fastare. Detta menar Lindroth ger ett intryck av att vattenbegjutning tidigare förekommit vid europeiska bergverk, men senare upphört. I sina omfattande studier av källmaterial om förhållandena vid Kopparberget, konstaterar han på flera ställen att inget talar för att man hällde vatten på det upphettade berget för att kyla det och få det att spricka. Däremot finner han notiser i gruvrättsprotokoll från åren omkring 1660, vilka visar att när eldarna fått brinna sin beskärda tid så släcktes resterna av elden med vatten som man fann i gropar nere i gruvan. Arbetarna som utförde detta fick då kasta sig till marken på grund av den starka svavelhaltiga ångan som slog upp.

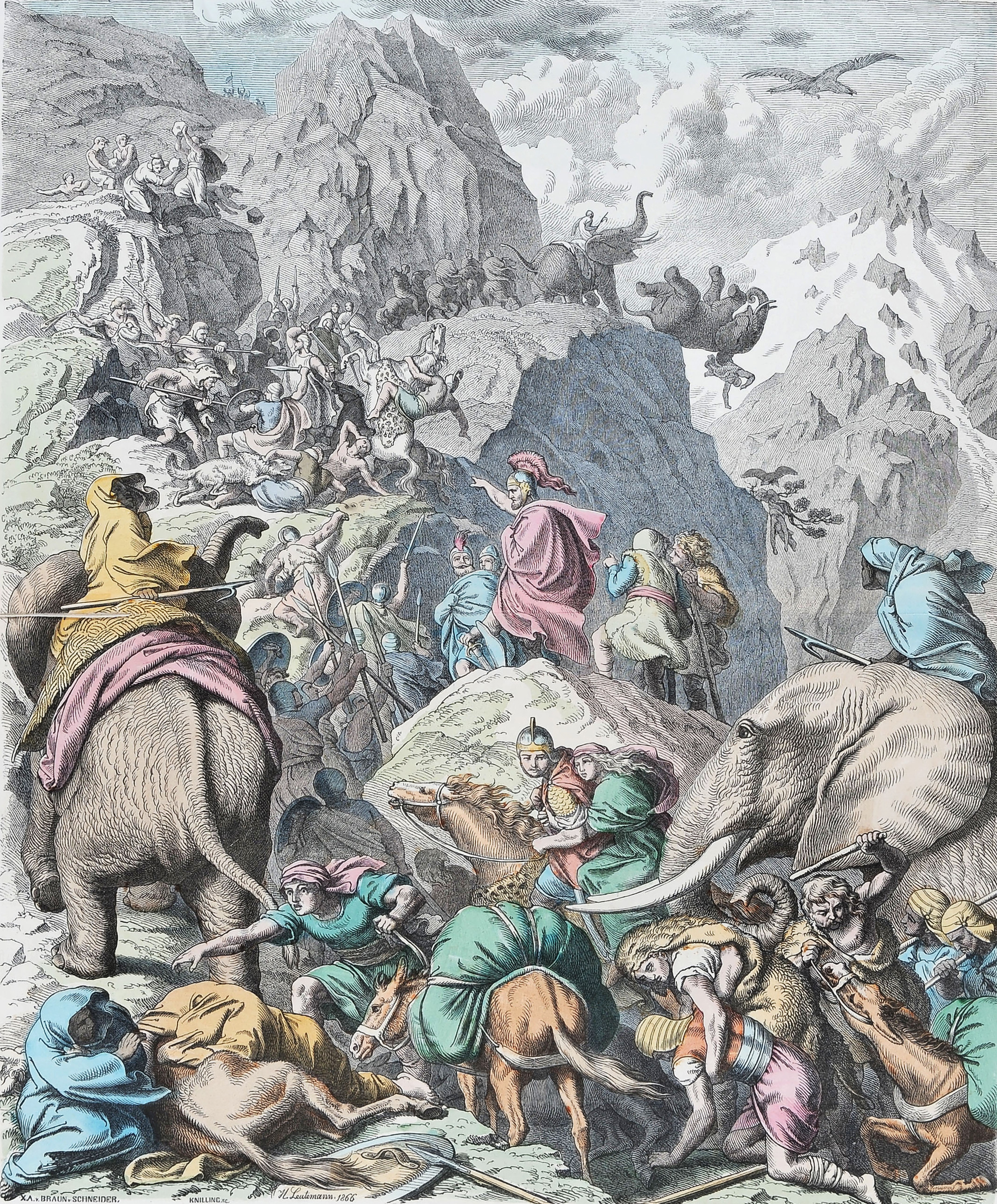
Hannibals färd över alperna.

Bjørn Ivar Berg har i sin avhandling om gruvteknik vid gruvorna i Kongsberg i Norge, fördjupat sig i källmaterial kring användandet av vatten som en del av tillmakningsmetoden. Till de äldsta källorna lyfter han upp berättelsen från antiken om Hannibal som under sitt fälttåg över Alperna lät hugga ned träd över en klippa som hindrade färden. Efter att träden eldades upp mot klippan hällde man enligt berättelsen ättika på det heta berget. Denna berättelse, nedskriven av Livius, har återkommande refererats till genom århundradena. Källvärdet av denna berättelse ser Berg som svårt att värdera, men noterar att Polybios som skrev om Hannibals färd 100 år före Livius inte nämner ättika. Han anser också att om berättelsens händelse har ägt rum, så lär användningen utomhus inte medföra samma problem med ånga som användning under jord.   

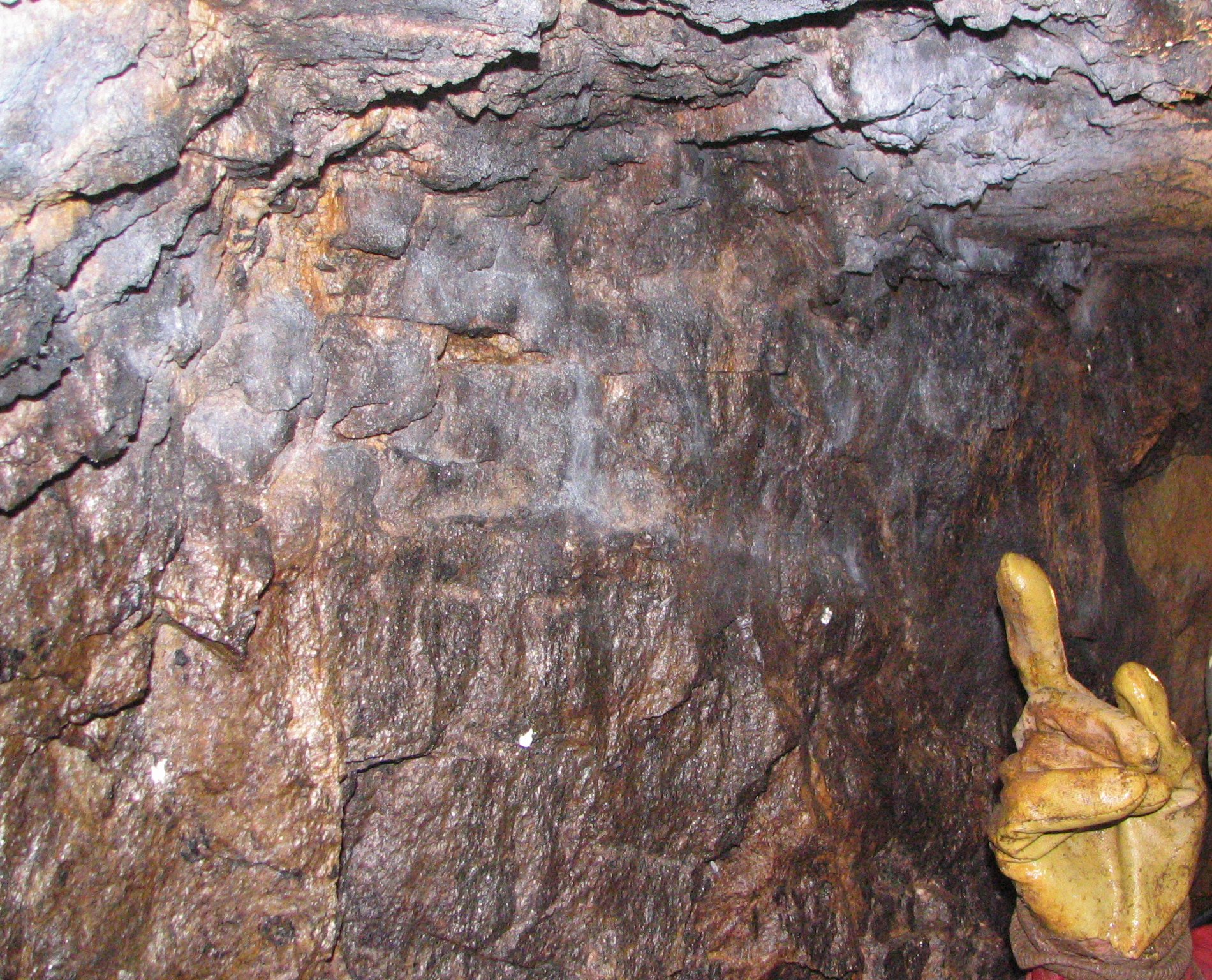
Spår av medeltida tillmakning i silvergruva i Schwarzwald.

Berg beskriver också de 1500-talskällor som Sten Lindroth tagit upp, Agricola och Mathesius, men lyfter också fram Balthasar Rössler (1605–1673). Rössler skaffade sig erfarenhet från ledning av bergsbruk i tyska Erzgebirge och blev till sist bergmästare i Kurfurstendömet Sachsen. Under hans verksamma tid kom krutsprängning att tränga undan tillmakning i många mellaneuropeiska gruvor där man inte hade samma tillgång till ved som i Skandinavien. Där berget var särskilt hårt behöll man dock tillmakningen som metod, t.ex. i Rammelsberg och i tenngruvorna i Erzgebirge. I sin år 1700 postumt utgivna Speculum metallurgiae politissium beskriver han ingående tillmakningsmetoden, vilken han kände väl från tenngruvorna i Altenberg i Sachsen. Han avslutar sin beskrivning av metoden med en reflektion kring en särskild situation. Han säger att om man kan komma tillräckligt nära ett ställe där elden inte helt brunnit ut och där berget ännu är hett, och där har möjlighet att hälla på vatten såsom man många gånger försökt, så kommer berget att lossna med en stor smäll. Denna källa lyfter Berg fram som särskilt viktig eftersom den till skillnad från många andra samtida beskrivningar faktiskt nämner användning av vatten.  Berg konstaterar att Rösslers beskrivning visar att man definitivt försökt sig på att använda vattenbegjutning som en del av tillmakningsmetoden, troligen vid Altenberg där Rössler varit bergmästare och där metoden i större utsträckning tillämpades i dagbrott. Däremot nämner Rössler inte användning av vatten i sin generella beskrivning av metoden, utan påpekar där vikten av att det är torrt där man tillmakar och att extra god effekt uppnås om man kan tända ny eld medan berget fortfarande är varmt. Rösslers sätt att uttrycka sig om användningen av vatten - i hypotetisk konjunktiv - menar Berg tyder på att det är något som är en möjlighet men inte är vanligt förekommande.  
En brittisk källa som också nämner vattnets roll vid tillmakning lyfts också fram av Berg. Det är William Hoosons The Miners Dictionary från 1748. Berg menar att Hooson tycks beskriva tillmakning utifrån egna erfarenheter där han säger att arbetsplatsen lämnas efter att elden antänts. Nästa morgon, när det mesta av elden brunnit ut återvänder arbetarna. Då har någon sten fallit ned medan andra stenar spruckit så att de går lätt att bryta, men om någon gång elden brunnit längre då blir arbetsplatsen mycket het och om man då har anledning att kasta på vatten så kommer berget att kylas av och spricka med en smäll såsom ett pistolskott för att sedan lossna ännu lättare.  
Berg går därutöver igenom ett antal fackböcker om bergshantering från 1600- och 1700-talen där tillmakningsmetoden beskrivs, men där frågan om vattenanvändning inte nämns, som till exempel Anleitnung zur Bergbaukunst av Delius från 1773, Bergmännisches Taschenbuch auf das Jahr av Köhler från 1791 och Bergwerkslexicon av Sven Rinman från 1788-89 med flera. Bergs avhandling syftar speciellt att beskriva gruvteknik vid Kongsbergs silvergruva och han redovisar därför en lång rad reseberättelser och rapporter gjorda av personer som på 1700- och 1800-talen besökt den gruvan och hur de beskrivit tillmakningen där. Dessa beskriver genomgående metoden utan användning av vattenavkylning.    
Sammanfattningsvis menar Berg:      
- att användning av vatten inte är en nödvändig del av tillmakningsmetoden
- att eventuell användning av vatten vid tillmakning under jord kunde medför fler nackdelar än fördelar, och
- att det inte är sannolikt att användning av vatten vid tillmakning varit vanligt förekommande, i vart fall inte vid underjordsbrytning.